# Hada nigrata
Hada nigrata är en fjärilsart som beskrevs av Feichenberger 1962. Hada nigrata ingår i släktet Hada och familjen nattflyn. Inga underarter finns listade i Catalogue of Life.